# Vladimir (Oblast' di Irkutsk)
Vladimir, in russo Владимир?, è un piccolo selo della Russia, che si trova nel Zalarinskij rajon dell'oblast' di Irkutsk, a nord di Irkutsk, lungo il percorso della Transiberiana, nei pressi della cittadina di Zalari. Secondo il censimento del 2010 vi risiedevano 899 abitanti. Il codice postale è 666341.